# Мост Шона О’Кейси
Мост Шона О’Кейси (англ. Seán O'Casey Bridge, ирл. Droichead Sheáin Uí Chathasaigh) — пешеходный поворотный мост через реку Лиффи в Дублине, соединяющий набережную Доков Гранд-канала и набережную Норт-Уолл. Мост назван в честь ирландского драматурга Шона О’Кейси (1880—1964), который жил в районе Норт-Уолл.
Мост построен по проекту архитектора Кирилла О’Нила и компании O’Connor Sutton Cronin Consulting Engineers (проект был удостоен награды международного Института инженерных сооружений в номинации «пешеходные мосты» в 2006 году). Мост построен в 2005 году в рамках крупномасштабной городской программы реконструкции, предусматривавшей соединение и благоустройство северной и южной набережных Лиффи. Поворотный мост имеет около 100 метров в длину и имеет две симметричных консоли, которые поворачиваются, чтобы обеспечить судам проход вверх по реке.
Мост торжественно открыт премьер-министром Ирландии Патриком Ахерном в июле 2005 года.
Мост был построен на верфи ODYS.